# Periballia involucrata
Periballia involucrata là một loài thực vật có hoa trong họ Hòa thảo. Loài này được (Cav.) Janka mô tả khoa học đầu tiên năm 1877.